# Metalmania
Metalmania — один из крупнейших фестивалей метала и хард-рока в Центральной Европе. Проводится начиная с 1986 года музыкантом и продюсером Томашем Дзюбинским при участии регионального спортивно-развлекательного предприятия «Сподек», Силезского джаз-клуба и Клуба любителей хэви-метала. В настоящее время фестиваль организует музыкальный лейбл Metal Mind Productions, основателем которого является Дзюбинский.
Первая «Металмания» состоялась в Катовице, в спортивно-концертном комплексе «Сподек», который был местом проведения фестиваля до 1991 года.
В 1991 году фестиваль проходил в развлекательно-спортивном зале в Ястшембе-Здруе, в 1992 и 1999 годах в зале Байлдон в Катовице, в 1993–1995 годах в Центре спорта и отдыха в Забже, а в 1996 году в Муниципальном центре культуры и спорта в Явожно. В 1997–1998 годах фестиваль вернулся в «Сподек» и с 2000 года проводится в «Сподеке» на постоянной основе. Первые два фестиваля были двухдневными. Третий был разделён на два концерта, которые проводились в один день.
В 2009 году из-за реконструкции «Сподека» «Металмания» не проводилась. Чтобы поддержать традицию фестиваля, Metal Mind Productions организовала концерт Metalmania Fest 2009 7 марта в клубе Stodoła в Варшаве, на котором выступили такие группы, как Exodus, Overkill и Soulfly.
«Металманию» возобновили только в 2017 году.

## Участники фестиваля разных лет

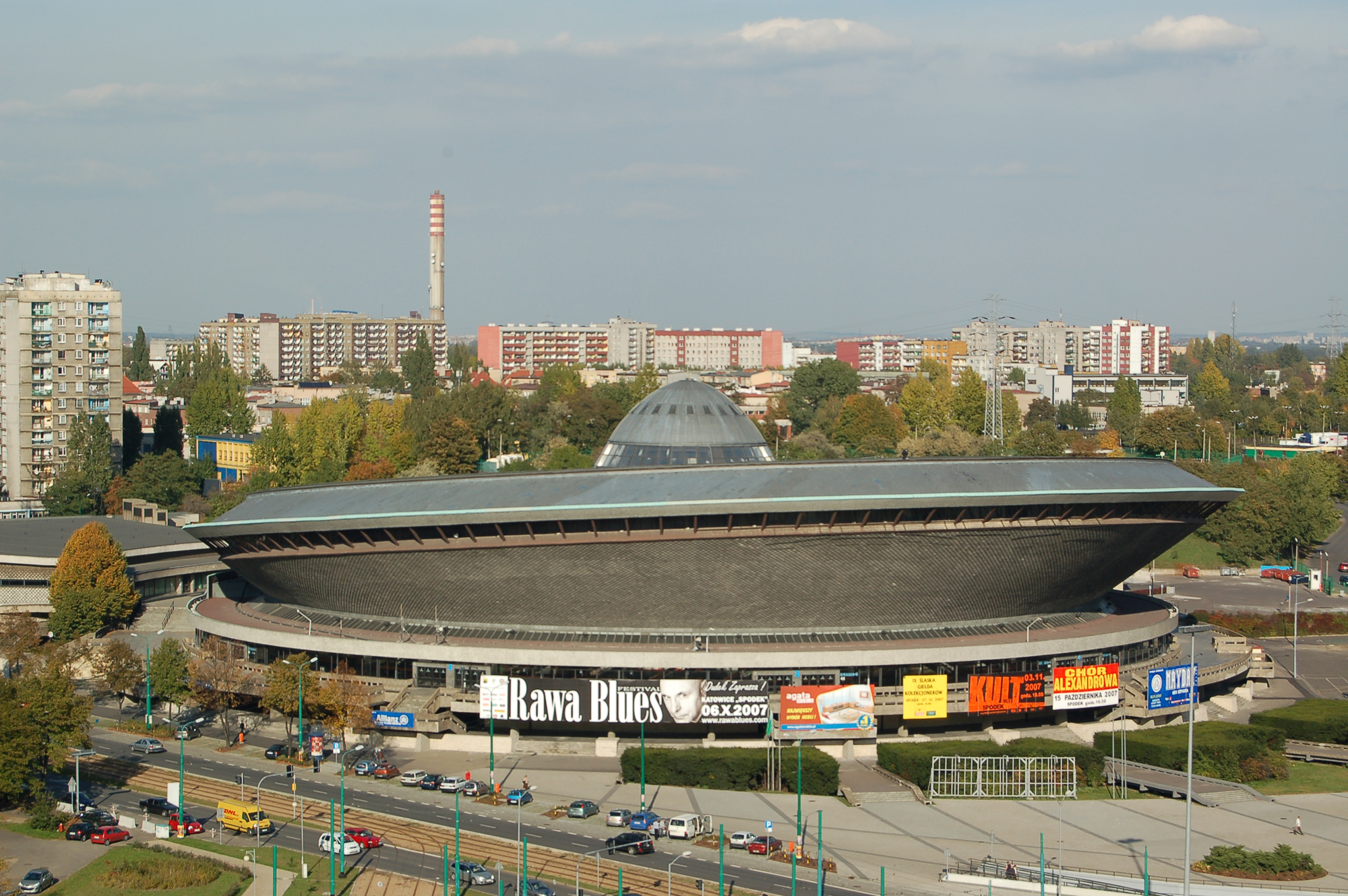
Спортивно-концертный комплекс «Сподек»

2000The Sins of Thy Beloved, Behemoth, Katatonia, Theatre of Tragedy, My Dying Bride, Tiamat, Opeth
2002Paradise Lost, Tiamat, Moonspell, Cannibal Corpse, Immortal
2003Samael, Saxon, Opeth, Vader, Anathema, The Exploited, Marduk, Delight
2004Soulfly, Moonspell, Tiamat, Morbid Angel, Michael Schenker Group, Enslaved, Epica, Krisiun, Decapitated
2005Cradle of Filth, Apocalyptica, Napalm Death, Arcturus, Pain, The Haunted, Dark Funeral, Katatonia, Amon Amarth
2006Therion, Anathema, Moonspell, Nevermore, U.D.O., Acid Drinkers, Unleashed, 1349, Hunter, Soilwork, Caliban, Evergrey
2007Testament, Paradise Lost, My Dying Bride, BLAZE, Entombed, Йорн Ланде, Sepultura, Korpiklaani, Vital remains
2008Megadeth, The Dillinger Escape Plan, Satyricon, Overkill, Vader, Immolation, Artillery, Flotsam and Jetsam, Marduk, Primordial